# وکخو
شهر وکخو (به سوئدی: Växjö) در ناحیه شهری وکخو در کشور سوئد واقع شده‌است. جمعیت کلی این شهر با حومه ۸۵۰۰۰ نفر است نفر است.
جمعیت وکخو در مجموعه شهری ۶۵۳۴۵ نفر است.